# Castillo de Lublin
El castillo de Lublin (en polaco: Zamek Lubelski) es un castillo medieval adyacente al centro histórico y próximo al centro de la ciudad de Lublin, Polonia. Es una de las residencias reales más antiguas de Polonia que aún se conservan, siendo establecida por el gran duque Casimiro II el Justo.

## Historia
La colina sobre la que se asienta fue fortificada por primera vez en el siglo XII con un muro de tierra reforzado con madera. En la primera mitad del siglo XIII, se construyó el torreón de piedra, que sigue en pie a día de hoy y es la estructura más alta del castillo, así como el edificio más alto de la ciudad que sigue en pie. En el siglo XIV, durante el reinado de Casimiro el Grande, el castillo fue reconstruido con muros de piedra. Probablemente por la misma época se construyó la Capilla de la Santísima Trinidad a modo de capilla real.
A comienzos del siglo XV, el rey Vladislao II encargó una colección de frescos para la capilla. Se completaron en 1418 y permanecen en la actualidad. El autor fue el maestro ruteno Andrej, que firmó su obra en uno de los muros. Debido a su estilo único, al combinar influencias occidentales y orientales, han obtenido reconocimiento internacional como monumento histórico.

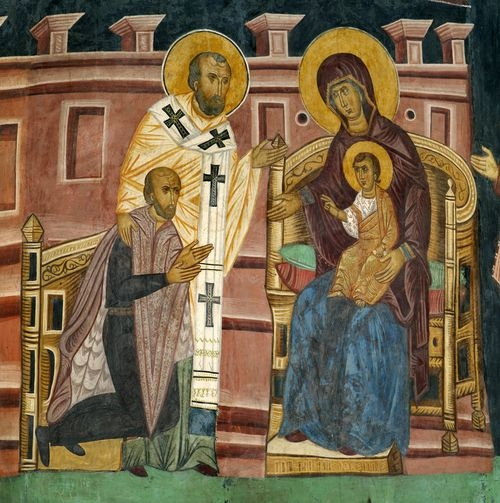
Jogaila, arrodillado ante la Virgen María. Detalle de un fresco ruteno-bizantino de 1418 en la Capilla de la Santísima Trinidad.

Bajo el reinado de la dinastía Jagellón, el castillo disfrutó del favor real y albergó repetidamente a miembros de la familia real. En el siglo XVI, fue reconstruido bajo la dirección de maestros italianos traídos desde Cracovia. El acontecimiento histórico más relevancia del que fue testigo el castillo fue la firma en 1569 de la Unión de Lublin, el acta fundacional de la Mancomunidad de Polonia-Lituania.
Como consecuencia de las guerras en el siglo XVII (El Diluvio), el castillo se deterioró. Solamente las partes más antiguas, el torreón y la capilla, permanecieron intactas. Cuando, tras el Congreso de Viena de 1815, Lublin cayó bajo el control de Rusia, el gobierno de la Polonia del Congreso, por iniciativa de Stanisław Staszic, emprendió una reconstrucción completa del castillo entre 1826 y 1828. Los nuevos edificios se constuyeron al estilo neogótico inglés, muy diferente de las estructuras que reemplazaron, y su nuevo propósito sería el de albergar una prisión. Solo se conservaron en su estado original el torreón y la capilla.
El castillo se utilizó como prisión durante los siguientes 128 años: durante la etapa zarista, entre 1831 y 1915; en la Polonia independiente, entre 1918 y 1939; y durante la ocupación nazi, entre 1939 y 1944, cuando tuvo entre 40 000 y 80 000 prisioneros, muchos de ellos luchadores de la Resistencia polaca o judíos. Justo antes de retirarse en 1944, los nazis masacraron a los 300 prisioneros que quedaban. Después de 1944, el castillo siguió empleándose como prisión de la policía secreta soviética y posteriormente de la República Popular de Polonia, y hasta 35 000 polacos opuestos a la ocupación soviética de su país pasaron por ella, de los que 333 perdieron la vida.
En 1954, la prisión del castillo fue clausurada. Tras su reconstrucción y remodelación, desde 1957 es la sede principal del Museo de Lublin.

## Galería de imágenes

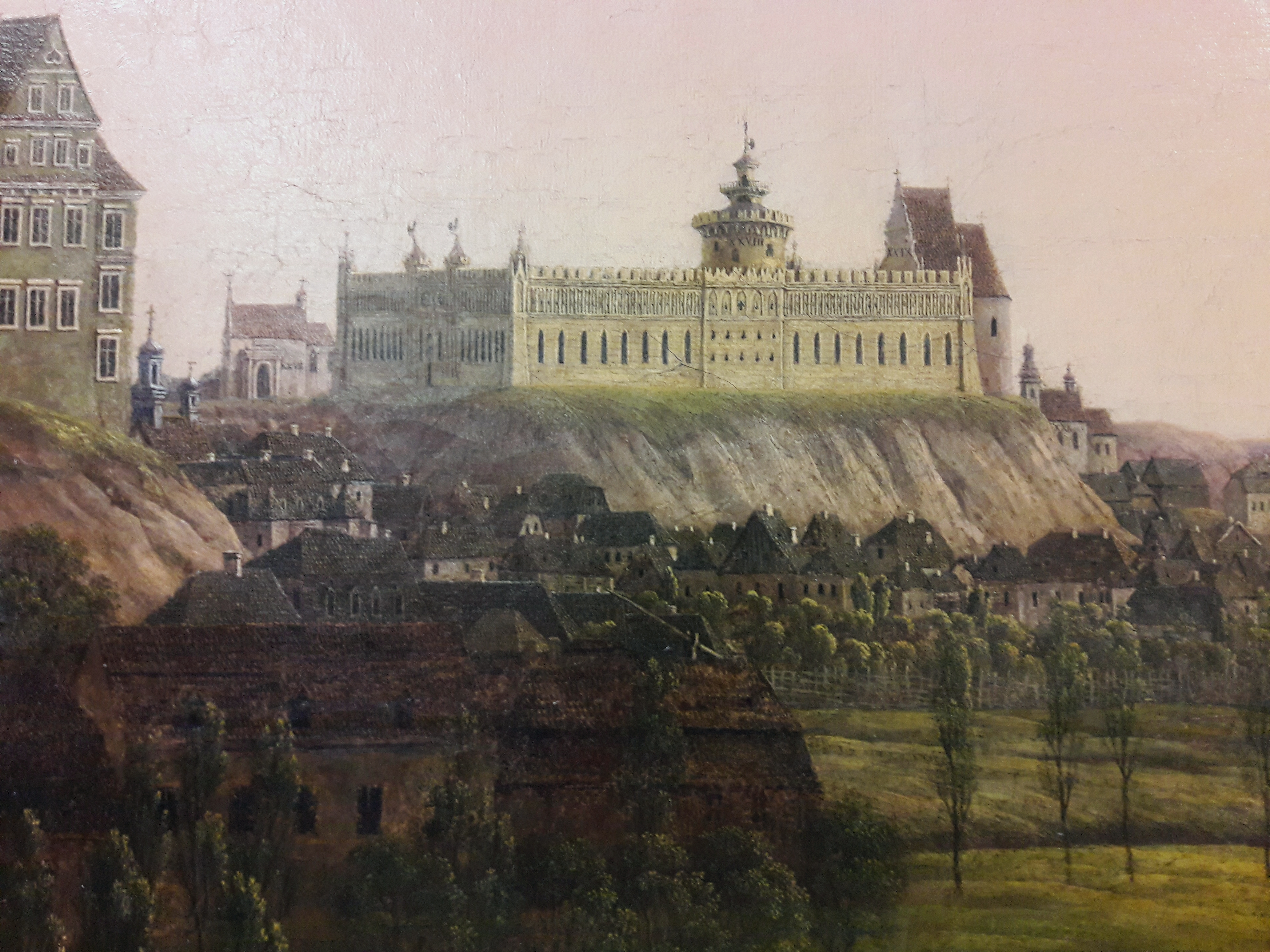
Vista del castillo en 1826.
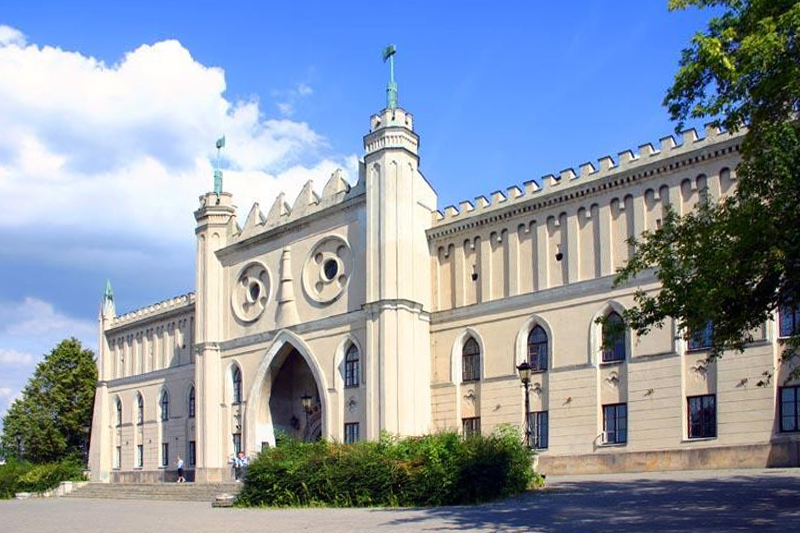
Entrada principal de la parte neogótica del edificio.
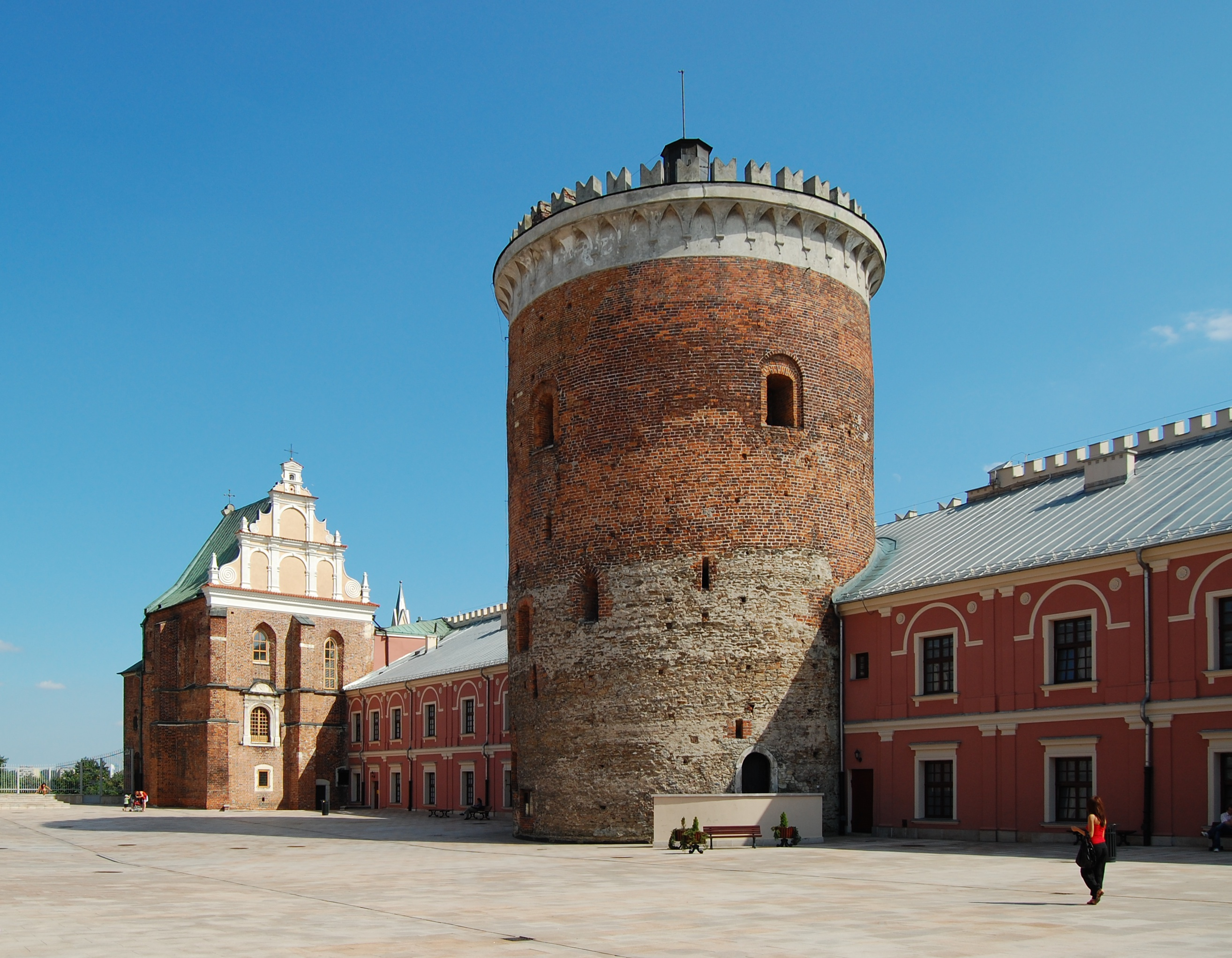
El torreón y la Capilla de la Santísima Trinidad, vistos desde el patio del castillo.
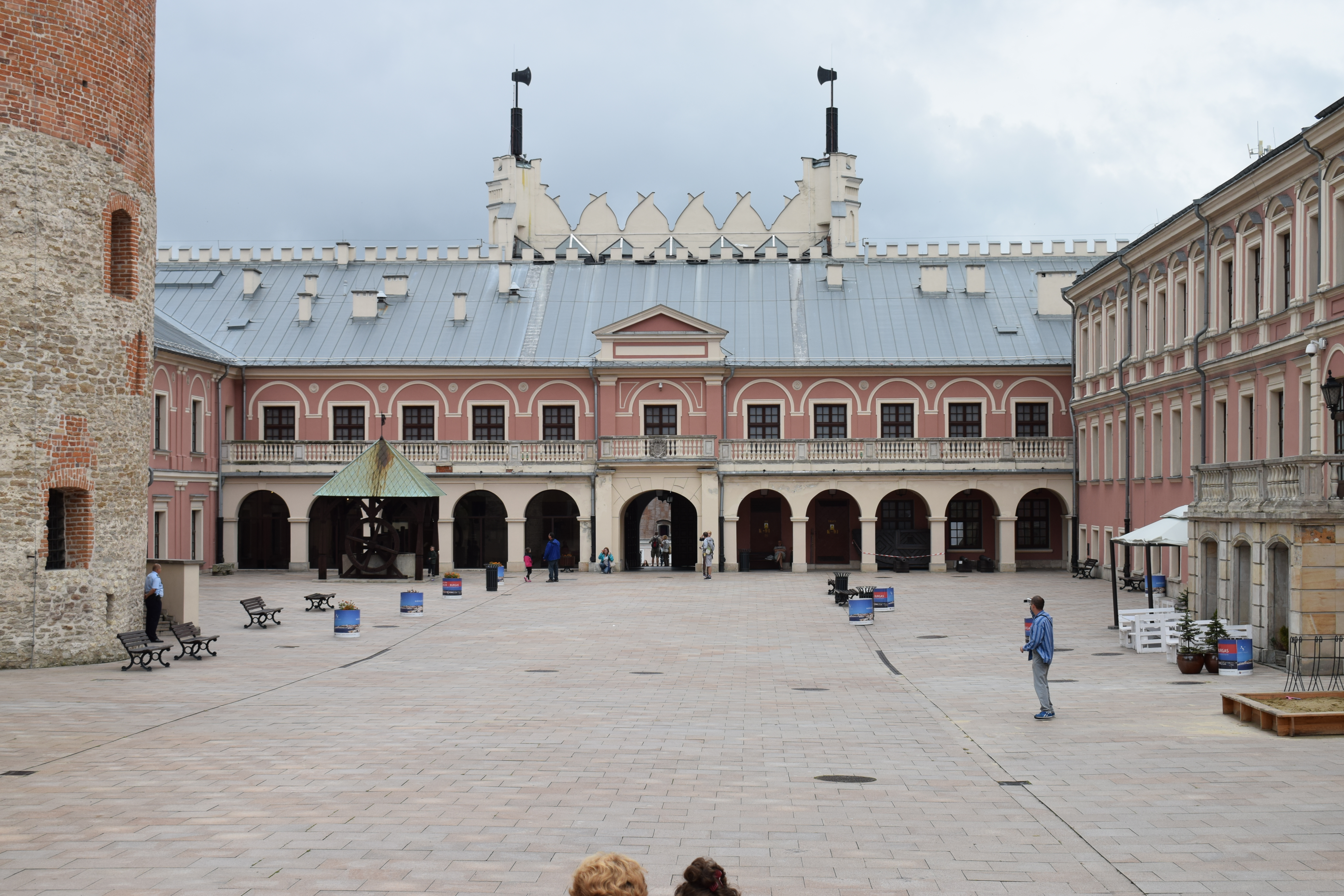
Patio del castillo.